# D.R. & Quinch
D.R. & Quinch es una tira de cómics sobre dos alienígenas delincuentes abandonados. Fue creada por Alan Moore y Alan Davis para la revista 2000 AD. Su primera aparición fue en 1983.

## Creación y concepto
D.R. & Quinch empezó en 2000 AD como un Time Twister (cómics cortos publicados en la revista como tiras) denominado “D.R. & Quinch se lo pasan bien en la Tierra”. Originalmente, los personajes sólo iban a aparecer una vez, pero resultaron ser tan populares que se les otorgó su propia serie semi regular.
La tira contaba la historia de cómo dos estudiantes adolescentes alienígenas, Waldo "D.R." ("Diminished Responsibility" - "Responsabilidad Disminuida"-) Dobbs, un retorcido maestro criminal, y Ernest Errol Quinch, su fortachón compañero en el crimen de piel púrpura, han influido en la historia de la Tierra, de varias maneras, todas anárquicas. 
D.R. y Quinch estaban inspirados en los personajes de National Lampoon O.C. y Stiggs. La película Desmadre a la americana también fue una influencia. Alan Davis tuvo como inspiración visual el estilo de dibujo de Grimly Feendish, de Leo Baxindale. Alan Moore ha descrito D.R. & Quinch como perteneciente a la tradición de los cómics británicos sobre delincuentes juveniles, como Daniel el Travieso, salvo que con una "capacidad termonuclear".

## Recepción
El humor anárquico de D.R. & Quinch fue muy popular entre sus lectores originales, pero Alan Moore ha expresado su descontento con su explotación de la violencia con efecto cómico, alegando que "no tiene ningún valor social duradero o redimible". La serie ha tenido una sólida reputación desde que se publicó por primera vez. Según la crítica, sobresale como algo muy diferente al resto de la obra de Moore. Se la ha denominado como "la absurda, grotesca, deliciosamente viciosa otra cara de Halo Jones". En un escrito publicado en la revista Time, Douglas Wolk la describió, en su mayor parte, como "uno de los cómics más divertidos de siempre", y Neil Gaiman la considera una de las mejores historias de 2000 AD.

## Historia editorial
La última tira realizada por el tándem Moore/ Davis, "D.R. & Quinch van a Hollywood" se publicó entre los números 363 a 367 de 2000AD y es considerada como una de las mejores historias de la serie realizadas por ellos. Sin embargo, en aquel momento, la relación entre ambos estaba pasando por momentos tensos, debido a la negativa de Moore a permitir que su trabajo en Capitán Bretaña se reimprimiera. El último trabajo juntos para D.R. & Quinch se publicó en el 2000 AD Sci-Fi Special de 1985. Posteriormente, Alan Moore sería sustituido por Jamie Delano.
En 1986, Titan Books publicó una colección con todas las historias de D.R. & Quinch publicadas en 2000AD, denominada D.R. & Quinch's Totally Awesome Guide To Life. Se convirtió en uno de los títulos mejor vendidos de Titan en su línea de reimpresiones de 2000 AD. El libro se agotó repetidas veces y desde entonces se ha recopilado como The Complete D.R. and Quinch en 2001.
En España, la obra completa de Moore y Davis en D.R. & Quinch ha sido publicada por Ediciones Kraken. Esta edición incluye la etapa posterior, con guiones de Jamie Delano.